# Santiago Maior (Alandroal)
Santiago Maior ist eine Gemeinde des portugiesischen Kreises Alandroal. In Santiago Maior leben 1881 Einwohner (Stand 19. April 2021) auf einer Fläche von 113,0 km².
Die Gemeinde liegt im Südwesten des Kreises. Zu ihr gehören die Ortschaften Aldeia dos Marmelos, Aldeia das Pias, Aldeia da Venda, Orvalhos, Cabeça de Carneiro, Seixo und Casas Novas de Mares.